# Шевчук Володимир Гаврилович
Шевчук Володимир Гаврилович (нар. 14 березня 1945 р., с. Горностаївка Херсонської обл.) — фізик. Доктор фізико-математичних наук (1988); професор (1989); декан факультету прикладної математики і інформаційних технологій ІМЕМ Одеського національного університету ім. І. І. Мечникова; керівник наукової школи «Фізика горіння дисперсних систем» при ОНУ імені І. І. Мечникова.

## Біографія
В. Г. Шевчук народився 14 березня 1945 р. у с. Горностаївці Херсонської обл.
Батько працював на державній та партійній роботах в Херсонській обл. Мати працювала вчителем. Сестра А. Г. Галетова — доцент Херсонського педагогічного університету. Дружина В. Г. Шевчука, Л. В. Бойчук — кандидат фізико-математичних наук, вчений секретар Інституту горіння та нетрадиційних технологій Одеського державного університету ім. І. І. Мечникова. В. Г. Шевчук закінчив школу у 1963 р. 
У 1968 р. закінчив фізичний факультет Одеського державного університету (нині — Одеський національний університет імені І. І. Мечникова). Був аспірантом кафедри теоретичної фізики (1968—1971). 
З 1972 р. працює молодшим науковим співробітником Науково-дослідної лабораторії фізики аеродисперсних систем ОДУ. З 1974 р. — старший викладач кафедри загальної фізики, з 1979 р. — доцент. 
У 1975 р. захистив кандидатську дисертацію за спеціальністю «теплофізика». 
У 1988 р. захистив докторську дисертацію за спеціальністю «хімічна фізика, фізика горіння та вибуху» в Інституті хімічної фізики АН СРСР (Черноголовка). 
З 1989 р. і донині — професор кафедри загальної та хімічної фізики. 
У 1995 р. взяв участь у створенні факультету інформаційних технологій ІМЕМ Одеського національного університету ім. І. І. Мечникова, деканом якого є по даний час. 
У 1995 р. взяв участь у створенні першого провінційного ліцею ОНУ ім. І. І. Мечникова — Очаківського міського ліцею, обіймає посаду заступника директора. Член наукової ради при Академії інженерних наук України, член Combustion Institute of the USA.

## Наукова діяльність
Галузь наукових інтересів В. Г. Шевчука — фізика горіння та вибуху. Володимир Гаврилович — керівник наукової школи фізика горіння дисперсних систем при ОНУ ім. І. І. Мечникова Разом із колегами та учнями провів обширні експериментальні та теоретичні дослідження процесів спалаху, горіння і газової динаміки дисперсних систем — поодиноких частинок, конгломератів, газозавису. Головна увага приділяється розробці фізичних основ пожежовибухобезпеки.
Фізичні аспекти розповсюдження полум’я в диспергованих пальних різних типів (металах, твердих і рідких органічних сполуках) лягли в основу докторської дисертації В. Г. Шевчука (1988). Цей напрямок досліджень вчений ставив метою з’ясування: механізмів передачі тепла від фронту палаючих частинок (краплин) у холодний газозавис; ролі газодинамічних факторів у розвитку процесу поширення полум’я; способів впливу на макропараметри процесу. Автору, його колегам та учням (С. В. Горошину, Л. В. Бойчук, Є. М. Кондратьеву, А. К. Безродних, Ю. М. Костишину) удалося прямими експериментами визначити внесок кондуктивної теплопередачі в процес переносу тепла від зони горіння завису в холодну суміш при різних умовах дослідів. Це дозволило з’ясувати фізичну природу концентраційних меж розповсюдження полум’я в дисперсних системах, довести можливість застосування прийнятого для газів поняття «фундаментальної швидкості полум’я» для дискретних (дисперсних) систем і визначити діапазон параметрів завису, де це правомірно.
Цікавими і продуктивними виявилися ідеї В. Г. Шевчука про зв'язок параметрів дисперсної системи газодинамічних режимів поширення полум’я (ламінарного, вібраційного, турбулентного). Успішна експериментальна і теоретична розробка всіх цих проблем дозволила вирішити ряд прикладних задач метеорології (активний вплив на хмари і тумани — разом з інститутом експериментальної метеорології), пожежовибухобезпеки — разом із ВНДІ Пожежної оборони (Москва) і ВНДІ Техніки хімічної промисловості (Сіверськодонець), екології, енергетичного горіння.
В. Г. Шевчук — автор понад 90 наукових публікацій.

## Праці
- Газификация окиси бора / В. Г. Шевчук // Физика горения и взрыва. — 1974. — № 2. — С. 65-68
- Воспламенение конгломератов частиц бора / В. Г. Шевчук // Физика горения и взрыва. — 1975. — № 2. — С. 218-222
- Критические условия воспламенения газовзвесей частиц бора / В. Г. Шевчук // Физика горения и взрыва. — 1977. — № 2. — С. 164-168
- Критические условия воспламенения конгломератов частиц алюминия / В. Г. Шевчук // Физика горения и взрыва. —1978. — № 2. — С. 53-56
- Влияние структуры газовзвеси на процесс распространения пламени / В. Г. Шевчук // Физика горения и взрыва. — 1979. — № 6. — С. 41-45
- Скорость распространения пламени в газовзвеси частиц магния / В. Г. Шевчук // Физика горения и взрыва. — 1980. — № 1. — С. 57-62
- Анализ предельных условий распространения пламени в газовзвесях / В. Г. Шевчук // Физика горения и взрыва — 1981 — № 5. — С. 125-127
- Вибрационное горение газовзвесей / В. Г. Шевчук // Физика горения и взрыва. — 1981. — № 6. — С. 15-21
- Спектральные исследования горения частиц магния / В. Г. Шевчук // Физика горения и взрыва. — 1982. — № 1. — С. 17-22
- О режимах распространения пламени в аэровзвесях металлических частиц / В. Г. Шевчук // Физика горения и взрыва. — 1982. — № 5. — С. 54-57
- Высокоскоростные режимы волнового горения газовзвесей в полузакрытых трубах / В. Г. Шевчук // Физика горения и взрыва. — 1986. — № 2. — С. 40-45
- О механизме ламинарного пламени в аэровзвесях металлических частиц / В. Г. Шевчук // Физика горения и взрыва. — 1988. — № 2. — С. 85-90
- Закономерность вибрационного горения аэровзвесей / В. Г. Шевчук // Физика горения и взрыва. — 1993. — № 2. — С. 36-44
- Особенности испускательных и поглощательных характеристик частиц сажи при температурах горения / В. Г. Шевчук // Физика горения и взрыва. — 2000. — № 8. — С. 33-38
- Распространение пламени в двухфракционных газовзвесях алюминия и бора / В. Г. Шевчук // Физика горения и взрыва. — 2002. — № 6. — С. 51-54
- Воспламенение и горение газовзвесей / В. Г. Шевчук // Физика горения и взрыва. — 2005. — № 6. — С. 3-14
- Role of xhfrged soot grains in combustion of Liquid Hydrocarbon Fuels in External Electric Field / V. G. Shevchuk // Ukr. J. Phys. — 2005. — № 2. — P. 144-150.
- Практическая газодинамика горения : учеб. пособ. / В. Г. Шевчук. — Одесса, 2005. — 99 с.
- Спектральные методы исследования высокотемпературных систем : учеб. пособ. / А. В. Флорко, В. Г. Шевчук. — Одесса : ОНУ им. И. И. Мечникова, 2008. — 110 с.
- Горение угольных пылей / А. Е. Сидоров, А. Н. Золотко, В. Г. Шевчук, В. С. Муница // Физика аэродисперсних систем. — 2008. — Вып. 45. — С. 35-44.
- Фізичні основи пожежовибухонебезпеки : навч. посіб. для вузів / В. Г. Шевчук, Д. Д. Поліщук. — Одеса : Астропринт, 2010. — 243 с.
- Кондуктивно-радиационная модель ламинарного пламени в пылях / А. Е. Сидоров, В. Г. Шевчук, Е. Н. Кондратьев // Физика горения и взрыва. — 2013. — № 3. — С. 3-10.
- Волновые режимы горения пыли / В. Г. Шевчук, Е. Н. Кондратьев, А. Н. Золотко // Физика горения и взрыва. — 2014. — № 1. — С. 90-96.